# Kunčina
Kunčina (en allemand : Kunzendorf) est une commune du district de Svitavy, dans la région de Pardubice, en Tchéquie. Sa population s'élevait à 1 375 habitants en 2024.

## Géographie
Kunčina se trouve à 5 km au nord-est du centre de Moravská Třebová, à 13 km à l'est-nord-est de Svitavy, à 67 km au sud-est de Pardubice et à 160 km à l'est-sud-est de Prague.
La commune est limitée par Mladějov na Moravě et Rychnov na Moravě au nord, par Staré Město à l'est, par Moravská Třebová au sud, et par Koclířov et Dětřichov à l'ouest.

## Histoire
La première mention écrite du village date de 1270.

## Administration
La commune se compose de deux sections :
- Kunčina
- Nová Ves

## Galerie

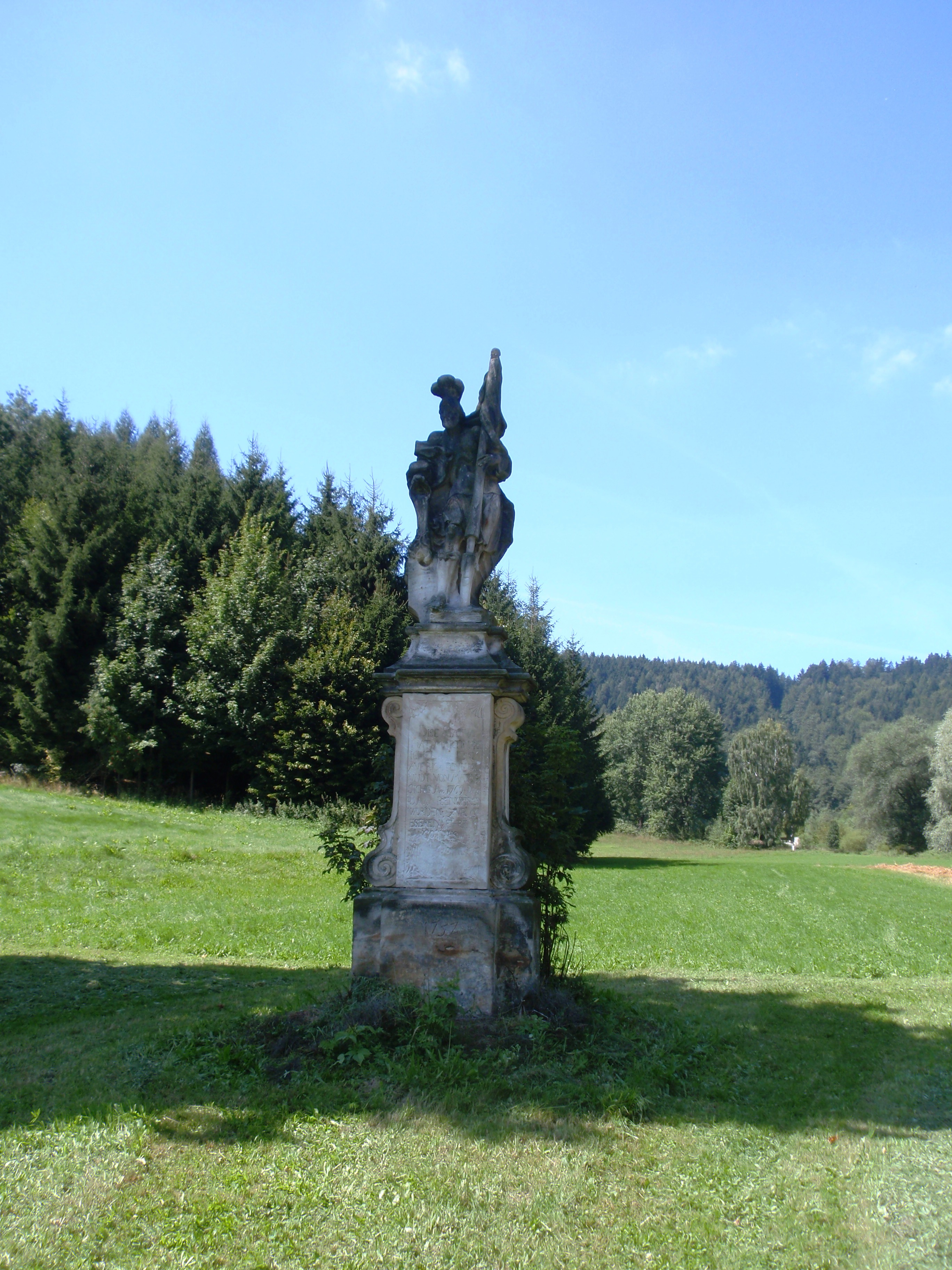
Statue de Saint-Florian.
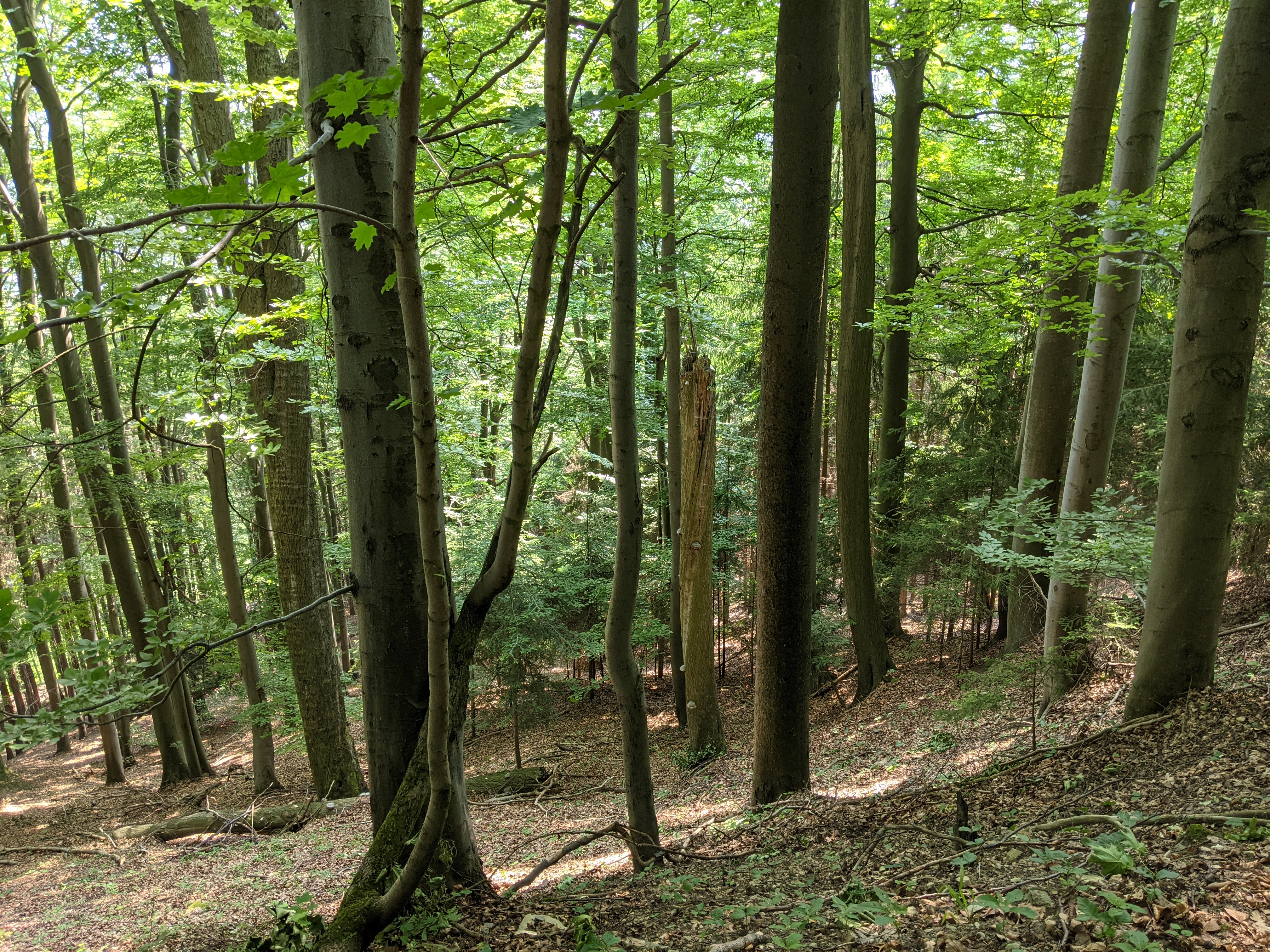
Zone naturelle protégée de Pod skálou.

## Transports
Par la route, Kunčina se trouve à 6 km de Moravská Třebová, à 20 km de Svitavy, à 79 km de Pardubice et à 192 km de Prague. 